# Estola nodicollis
Estola nodicollis là một loài bọ cánh cứng trong họ Cerambycidae.